# Generalprokurør
Generalprokurøren var under enevælden kancelliets ledende sekretær. Han havde også den indflydelsesrige position, at forelægge kancelliets sager for kongen i Konseillet.
Blandt de institutioner, som enevældens indførelse i Danmark-Norge kaldte til live, var også generalprokurørembedet. Dette sorterede oprindeligt under Rentekammeret, og generalprokurørens hverv var også til at begynde med af finansiel natur, idet han skulde påse, at statens fordringer blev inddrevne. Inden længe overdroges det ham dog desuden at vogte over, at intet skete til skade for suveræniteten og kongens højhed eller til de kongelige interessers svækkelse, i hvilket øjemed han skulle holde flittig korrespondance med embedsmændene i provinserne og også jævnlig selv berejse disse. Heraf udviklede sig allerede i Christian 5.s tid en omfattende virksomhed med afgivelse af indberetninger og betænkninger, så at embedet blev et af de vigtigste i staten.
1730 knyttedes det nærmere til Kancelliet, i hvilket generalprokurøren fik sæde, og i den følgende tid øgedes dets betydningen endnu mere, idet dets indehaver efterhånden blev kronens juridiske konsulent og rådgiver i alle tvivlsomme retstilfælde. Han hørtes ved udarbejdelsen af ny og vigtigere love og anordninger; det var hans ret og pligt at gøre opmærksom på mangler eller uoverensstemmelser i den bestående lovgivning, som kunne trænge til forandring, og han var pligtig til efter særlig befaling at tage sæde i de kommissioner, som i forskellige øjemed blev nedsatte, ligesom han, når dertil var anledning, kunne beordres til at foretage rejser for at inspicere de forskellige, under justitsen sorterende indretninger rundt om i riget og gøre indberetning om deres tilstand, ledsaget af forslag til forbedringer og udvidelser.
Det var således et både betydningsfuldt og besværligt hverv, og embedet har derfor også, så længe det bestod, kun været betroet til de ypperste danske og norske jurister: Peder Lauridsen Scavenius (1660—85), Niels Benzon (1686-1708), Andreas Hojer (1736-39), Henrik Stampe (1753—84), fra hvis embedstid de berømte erklæringer (udgivne i 6 bind) om så at sige alle forhold af retlig interesse hidrører, Oluf Lundt de Bang (1784—88), Christian Colbjørnsen, Landboreformernes navnkundige fremmer (1788-1804), Christian Magdalus Thestrup Cold (1804—25), derefter Anders Sandøe Ørsted (1825—48). Efter rigernes adskillelse i 1814 blev embedet i Norge indtil videre ubesat, indtil Christian Magnus Falsen 1822 blev beskikket i samme; men da han 1825 forflyttedes som stiftamtmand i Bergen, blev der ikke udnævnt nogen efterfølger; i Danmark blev efter Ørsted's afgang Tage Algreen-Ussing kaldet til generalprokurør; der blev endog under 29. november 1848 udfærdiget en ny instruktion for embedet, men efter hans død 1872 blev der ikke udnævnt nogen efterfølger, og i begge Riger er denne gamle institution, der ikke mere blev anset for tidssvarende, således blevet skrinlagt.
Generalprokurørens opgaver er i nutiden delt mellem Kammeradvokaten, Rigsadvokaten, Kabinetsekretæren, Vicestatsministeren, Ombudsmanden og Justitsministeriets lovkontor. I perioder havde Sønderjylland sin egen generalprokurør.

## Dansk-norske generalprokurører
- 1660-1685 Peder Lauridsen Scavenius
- 1686-1708 Niels Benzon
- 1708-1718 Johan Worm
- 1719-1729 Caspar Bartholin den yngre (død 1738)
- 1729-1736 Thomas Bartholin den yngste (død 1737)
- 1736-1739 Andreas Hojer
- 1739-1749 Jens Severin Wartberg
- 1749-1753 Bolle Willum Luxdorph
- 1753-1784 Henrik Stampe (1713-1789)Henrik Stampe
- 1784-1788 Oluf Lundt de Bang (etatsråd og kammeradvokat)
- 1788-1804 Christian Colbiørnsen
- 1804-1825 Christian Magdalus Thestrup Cold

## Danske generalprokurører
- Anders Sandøe Ørsted 1825-1848
- Tage Algreen-Ussing 1848-1872

Derefter blev embedet nedlagt.

## Norsk generalprokurør
- Christian Magnus Falsen 1822-1825

Efter Falsens afgang stod det norske embede tomt, indtil det blev nedlagt.